# Bernd Philipp
Bernd Philipp (* 5. Februar 1950 in Berlin; † 21. März 2018) war ein deutscher Journalist und Buchautor.

## Werdegang
Philipp volontierte zwischen 1970 und 1972 in Düsseldorf bei der WAZ-Mediengruppe. Von 1973 bis 1976 war er Redakteur bei der B.Z. in Berlin (Schwerpunkt TV), anschließend Feuilletonredakteur bei Die Welt und der Berliner Morgenpost.
1977 wurde er Ressortleiter Medien und Herausgeber des Morgenpost-Wochen-Journals Berliner Illustrirte Zeitung. 18 Jahre arbeitete er auch als Chefreporter bei der Berliner Morgenpost.
Seit 1981 erschien jeden Sonntag seine Kolumne Lebenslagen in der Berliner Morgenpost. Damit zählte sie zu den ältesten von einem einzigen Autor geschriebenen Rubriken Deutschlands. Themen: Die kleinen Sensationen des Alltags, der Ehe, der Medien, die wundersame Welt der Werbung etc. Am 28. Februar 2010 veröffentlichte die Berliner Morgenpost die Kolumne zum letzten Mal und widmete Bernd Philipp eine ganze Seite. Philipp führte seine Kolumne zunächst auf seiner persönlichen Website weiter.
2006 und 2013 war Philipp freiberuflich tätig, unter anderem Vertragsautor bei der Berliner Morgenpost, bei Die Welt und Welt am Sonntag. Zusammen mit Hellmuth Karasek und Hajo Schumacher gehörte er zum Kolumnisten-Team des Axel-Springer-Verlags.
Etwa vier Jahre lang, bis 2010 schrieb Philipp für die Berliner Morgenpost und die Welt die Sonntagsserie Berliner Spaziergang, für die er sich mit je einem Prominenten aus Kultur, Politik, Wissenschaft und Wirtschaft zu einem Gespräch und einem Spaziergang an dessen „Lieblingsecke“ traf.
Seit Ende des Jahres 2009 arbeitete Bernd Philipp für den Kaupert-Verlag und die dazugehörende Werbeagentur „Zepter & Krone“ als Direktor für Firmenrepräsentanz und Chef des KAUPERTS Klub der Berlin-Beweger, für den er vor allem Berliner Unternehmer porträtierte.
Mehr als 30 Bücher mit Alltagsgeschichten hat Bernd Philipp verfasst, darunter Titel wie So heiter geht’s im Leben zu, Müssen Frauen sein?, Golfy – ein Golfball packt aus, Das Leben ist ’ne Wundertüte, Beine, die das Leben stellt. Er war Co-Autor der 2004 unter dem Titel Ich habe mich gewarnt erschienenen Autobiografie von Hugo Egon Balder. 2008 erschien Leben gefährdet ihre Gesundheit, ein Buch, in dem die besten Lebenslage-Kolumnen zusammengestellt sind.
Zusammen mit Renate Wiechmann schrieb er das Buch Der letzte Zug. Darin wird das Schicksal der letzten aus Berlin nach Auschwitz deportierten Juden beschrieben. Es wurde das deutsche Begleitbuch zu Artur Brauners Kinofilm Der letzte Zug unter der Regie von Joseph Vilsmaier.
Er veranstaltete Lesungen u. a. aus seinem Buch Wie bleibe ich dick ohne zu hungern?, zuweilen auch mit prominenter Unterstützung wie zuletzt mit Hugo Egon Balder und RIAS-Legende Nero Brandenburg, aber auch mit musikalischer Begleitung.
Ein großer Erfolg mit weltweiten Übersetzungen (bis ins Koreanische) ist sein Buch Die Märchen-Apotheke, das er mit der „Märchenland“-Direktorin Silke Fischer und Stephanie zu Guttenberg (als Herausgeberin) veröffentlichte und das davon handelt, was uns die Märchen der Grimms heute sagen können und warum sie so aktuell wie damals sind.
Philipp lebte in Berlin-Westend und wurde Vater eines Sohnes.
Bernd Philipp starb am 21. März 2018 im Alter von 68 Jahren an einer Krebserkrankung. Er wurde am 17. April 2018 auf dem Friedhof Heerstraße in Berlin-Westend beigesetzt.

## Werke (Auswahl)
- Die Märchen-Apotheke. Grimms Märchen als Heimmittel für Kinderseelen. 1. Auflage. Kösel Verlag, 2011, ISBN 978-3-466-30926-9 (mit Silke Fischer, herausgegeben von Stephanie zu Guttenberg).
- Leben gefährdet ihre Gesundheit. Ein Mensch in allen Lebenslagen. 1. Auflage. B & S Siebenhaar Verlag, Berlin 2008, ISBN 978-3-936962-44-4.
- Der letzte Zug. Roman zum Film. 1. Auflage. Aufbau-Taschenbuch-Verlag, Berlin 2006, ISBN 978-3-7466-2311-5 (mit Renate Wiechmann).
- Wie bleibe ich dick ohne zu hungern? 1. Auflage. Philosaurus Verlag, Berlin 2016, ISBN 978-3-946029-10-6.